# Julius Friedländer (Bankier)
Julius Friedländer (geboren 28. August 1834 in Pleß, Preußen; gestorben 27. Juni 1892 in Breslau) war Bankdirektor, Landtagsabgeordneter und Mitglied des Deutschen Reichstags.

## Leben
Friedländer war der Sohn jüdischer Eltern und wurde als Kind evangelisch getauft, sein Bruder war Max Friedländer. Er besuchte das Gymnasium in Breslau und von 1852 bis 1855 die Universitäten Breslau und Berlin, wo er Rechtswissenschaften studierte. 1861 wurde er Gerichts-Assessor und dann Mitglied des Stadtgerichts in Breslau, 1871 schied er aus dem Staatsdienst. Zwischen 1871 und 1891 war er Direktor der Breslauer Wechslerbank.
Von 1886 bis 1888 war er Mitglied des Preußischen Abgeordnetenhauses für den Wahlkreis Breslau 4 (Stadtkreis Breslau) und von 1890 bis zu seinem Tode Mitglied des Deutschen Reichstags für den Wahlkreis Regierungsbezirk Liegnitz 5 (Löwenberg) und die Deutsche Freisinnige Partei.